# Feliks Jan Dziak

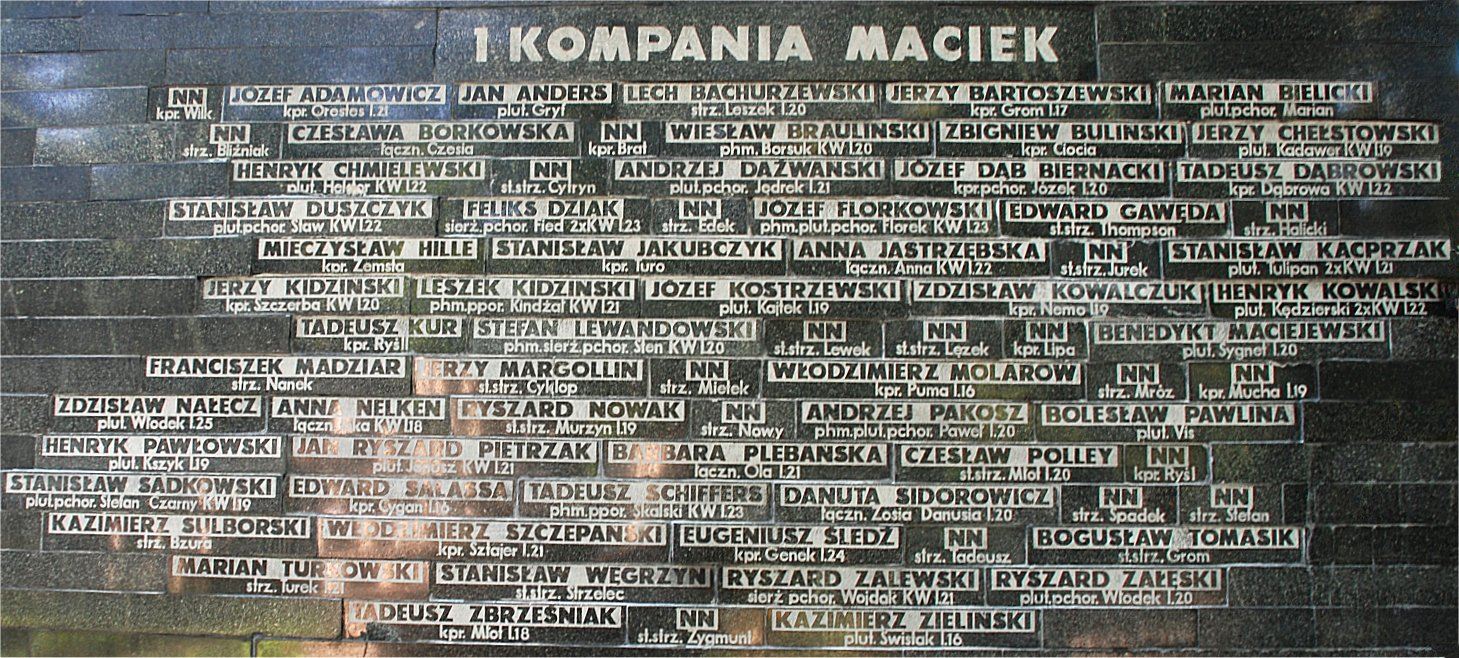
Mogiła symboliczna na Wojskowych Powązkach. Nazwisko Dziaka znajduje się w 4. rzędzie

Feliks Jan Dziak ps. Fied (ur. 27 września 1920, zm. 20 września 1944 w Warszawie) – sierżant podchorąży, uczestnik powstania warszawskiego jako dowódca drużyny w I plutonie „Włodek” 1 kompanii „Maciek” batalionu „Zośka” Zgrupowania „Radosław” Armii Krajowej.

## Życiorys
Absolwent Liceum im. Tadeusza Czackiego w Warszawie. Przed wybuchem powstania mieszkał na ul Hipotecznej 3 w Warszawie. 
Podczas okupacji niemieckiej działał w konspiracji. W powstaniu uczestniczył w walkach swojego oddziału na Woli, Starym Mieście i Czerniakowie. Poległ przy ul. Solec na Czerniakowie.
Jego siostrą była Maria Dziak również poległa w trakcie powstania.
Został dwukrotnie odznaczony Krzyżem Walecznych. Jego symboliczna mogiła znajduje się na Powązkach Wojskowych w Warszawie.